# Amagerfilmen
|  | Denne artikel er oprettet af botten Steenthbot ud fra en ekstern database. Den kan derfor have sproglige fejl eller mangler. Denne skabelon kan fjernes efter kontrol af indholdet. |

Amagerfilmen er en dansk dokumentarisk optagelse fra 1940.

## Handling
Fastelavnsfest i Dragør februar 1940: tøndeslagning til hest med ryttere i fine uniformskostumer og tophat. Der rides i optog gennem byen, og en enkelt skål til hest bliver det også til. Kong Christian X er til stede ved festlighederne. Billeder fra Dragør Havn, St. Magleby Kirke, huse, gårde, marker og vejskilte: Alkmaar Allé, Leiden Allé, Arnhem Allé, Haarlem Allé, Weedam Allé og Zaandam Allé.